# Liga 1 (Rumänien)
Die Liga 1 ist die höchste Spielklasse im rumänischen Fußball.  Die Liga wurde 1932 als Divizia A gegründet und nahm den Spielbetrieb in der Saison 1932/33 auf. Zuvor wurden die rumänischen Fußballmeister nach Gründung des rumänischen Fußballverbandes im Jahr 1909 in Pokalturnieren und ab 1921 mit regionalen Qualifikationsturnieren und einer landesweiten Finalrunde im K.-o.-System ermittelt. 
Vor der Saison 2006/07 erfolgte die Umbenennung von Divizia A in Liga 1, da der Name aufgrund der anderweitigen Registrierung als Marke geändert werden musste.
Seit Mitte 2022 trägt die Spielklasse den Sponsorennamen SuperLiga României, nach dem Sportwettenanbieter SuperBet. Die Liga Profesionistă de Fotbal (LPF) schloss zunächst einen Vertrag über zwei Jahre mit dem Sponsor ab.

## Regeln
Derzeit (2022/23) spielen 16 Mannschaften in der Liga 1. Zuerst wird eine Vorrunde mit Hin- und Rückspiel durchgeführt, danach spielen die Teams der Plätze 1 bis 6 in einer Doppelrunde den Meister aus, während die zehn Mannschaften auf den Plätzen 7 bis 16 in einer Abstiegsrunde eine Einfachrunde spielen. Die Hälfte der Punkte aus der Vorrunde werden übernommen.
Der Meister nimmt an der 1. Qualifikationsrunde zur UEFA Champions League, der Zweitplatzierte und Pokalsieger an der 2. Qualifikationsrunde zur Europa Conference League teil. Am Ende der Abstiegsrunde spielt der Siebte in einem Spiel zuhause gegen den Achten. Anschließend trifft der Gewinner auf den Drittplatzierten. Der Sieger sichert sich einen weiteren Startplatz für die 1. Qualifikationsrunde zur UEFA Europa Conference League. Die Teams auf den Plätzen 15 und 16 steigen direkt ab. Die Mannschaften auf den Plätzen 13 und 14 spielen in der Relegation gegen den 3. bzw. 4. der Liga II gegen den Abstieg.
Falls zwei oder mehr Mannschaften am Ende der Saison punktgleich sind, entscheidet nicht die Tordifferenz, sondern der direkte Vergleich.

## Geschichte
Der Fußball kam Ende des 19. Jahrhunderts durch ausländische Arbeitnehmer nach Rumänien, die während der Industrialisierung in den Fabriken in den rumänischen Großstädten wie Bukarest, Ploiești oder Craiova ihr Geld verdienten. Zu Beginn des 20. Jahrhunderts begannen sie, sich in Vereinen zu organisieren. So wurde im Jahr 1904 Olympia Bukarest von deutschen und rumänischen Arbeitern, United Ploiești im Jahr 1909 von holländischen und amerikanischen Arbeitern und der Bukarester FC von deutschen Arbeitern gegründet. Später stießen neben Arbeitern auch Studenten zu den Vereinen, so dass im Jahr 1909 die Idee entstand, einen eigenen Verband, The Association of Football Clubs zu gründen.

### Romantische Ära (1909–1921)
| Saison    | Meister                              | Turnier                                             | Teams                                |
| --------- | ------------------------------------ | --------------------------------------------------- | ------------------------------------ |
| 1909/10   | Olympia Bukarest                     | Cupa Asociațiunii Române de foot-ball               | 3                                    |
| 1910/11   | Olympia Bukarest                     | Cupa Asociațiunii Române de foot-ball (Hans Herzog) | 3                                    |
| 1911/12   | United Ploiești                      | Cupa Alexandru Bellio                               | 3                                    |
| 1912/13   | Colentina Bukarest                   | Cupa Hans Herzog                                    | 6                                    |
| 1913/14   | Colentina Bukarest                   | Cupa Hans Herzog                                    | 3                                    |
| 1914/15   | Româno-Americană Bukarest            | Cupa Jean Luca P. Niculescu                         | 6                                    |
| 1915/16   | Prahova Ploiești                     | Cupa Jean Luca P. Niculescu                         | 4                                    |
| 1916–1919 | Unterbrechung durch Ersten Weltkrieg | Unterbrechung durch Ersten Weltkrieg                | Unterbrechung durch Ersten Weltkrieg |
| 1919/20   | Venus Bukarest                       | Cupa Harwester                                      | 4                                    |
| 1920/21   | Venus Bukarest                       | Cupa Harwester                                      | 7                                    |

Die Zeit vor dem Ersten Weltkrieg sowie die Zeit bis 1920 wird als romantische Ära bezeichnet. In dieser Zeit wurde der Spielbetrieb noch nicht im Ligenbetrieb ausgetragen, sondern es fanden regelmäßige Pokalturniere – zumeist eines im Frühjahr und eines im Herbst – statt. Von diesen Pokalturnieren wurde wiederum eines zur Ermittlung des rumänischen Fußballmeisters erkoren. Da das Staatsgebiet Rumäniens in der damaligen Zeit im Wesentlichen die historische Region der Walachei umfasste, werden die Turniere heute als Pokalturniere der Walachei bezeichnet.
Das erste vom Fußballverband organisierte Turnier war der Pokal des Rumänischen Fußballverbandes (Cupa Asociațiunii Române de foot-ball), der 1909/10 und 1910/11 ausgetragen wurde. 1910/11 war er auch als Hans-Herzog-Pokal (Cupa Hans Herzog) bekannt und sein Sieger wurde zum Meister Bukarests gekürt, um nachträglich zur Benennung des rumänischen Meisters herangezogen zu werden. Im Frühjahr der Jahre 1912, 1913 und 1914 wurde er erneut ausgetragen, wobei nur die letzten beiden Wettbewerbe von den späteren Geschichtsschreibern als Meisterschaft ausgewiesen wurden. In der Saison 1911/12 hatte der Alexandru-Bellio-Pokal (Cupa Alexandru Bellio), der im Herbst 1913 ein weiteres Mal zur Austragung kam, zur Ermittlung des Meisters gedient. Da die Arbeitszeit zu Beginn des 20. Jahrhunderts vielfach zwölf Stunden an sechs Tagen pro Woche betrug, gab es nicht viele Gelegenheiten zum sportlichen Wettkampf zwischen den Vereinen, so dass die wenigen Spiele sich über einen Zeitraum von mehreren Monaten erstreckten und Begegnungen teilweise aus Zeitmangel nicht durchgeführt werden konnten.
Ab 1915 ersetzten zwei neue Pokalturniere die beiden bisherigen Wettbewerbe. Im Frühjahr jeden Jahres fand bis zum Jahr 1921 (von 1916 bis 1918 fanden gar keine Turniere statt, da viele Ausländer Rumänien verlassen hatten) der Jean-Luca-P.-Niculescu-Pokal (Cupa Jean Luca P. Niculescu) statt. Dieser diente in den Jahren 1915 und 1916 zur Ermittlung des rumänischen Meisters. Im Herbst wurde jeweils der Harwester-Pokal (Cupa Harwester) ausgetragen und in den Jahren 1919 und 1920 zur Ermittlung des Meisters (des darauffolgenden Jahres) herangezogen.
An den Turnieren nahmen nur Mannschaften aus Ploiești und Bukarest teil – abgesehen von der sporadischen Teilnahme von Oltenia Craiova. Dies lag darin begründet, dass Reisen in der damaligen Zeit mit großem Aufwand verbunden war, da als Verkehrsmittel lediglich die Eisenbahn zur Verfügung stand. Während Bukarest und Ploiești nur 60 Kilometer auseinanderliegen, waren nach Craiova bereits 250 Kilometer zurückzulegen.

### Rumänische Fußballmeisterschaft (1921–1932)
| Saison  | Meister            | Teams |
| ------- | ------------------ | ----- |
| 1921/22 | Chinezul Timișoara | 7     |
| 1922/23 | Chinezul Timișoara | 8     |
| 1923/24 | Chinezul Timișoara | 9     |
| 1924/25 | Chinezul Timișoara | 10    |
| 1925/26 | Chinezul Timișoara | 11    |
| 1926/27 | Chinezul Timișoara | 10    |
| 1927/28 | Colțea Brașov      | 12    |
| 1928/29 | Venus Bukarest     | 12    |
| 1929/30 | Juventus Bukarest  | 12    |
| 1930/31 | UDR Reșița         | 5     |
| 1931/32 | Venus Bukarest     | 5     |

Durch die Verträge von Trianon und St. Germain erhielt Rumänien 1920 Siebenbürgen, die Bukowina sowie einen Teil des Banats zugesprochen und verdoppelte so sein Staatsgebiet. Dadurch wurde auch eine Reform des Spielbetriebs erforderlich, da aufgrund fehlender Infrastruktur ein Ligabetrieb noch nicht möglich war. Beginnend mit der Saison 1921/22 wurde der rumänische Fußballmeister nach einem neuen Modus ermittelt: Zunächst wurden in regionalen Turnieren die besten Mannschaften einer Region ermittelt. Diese Meister ermittelten zwischen Juli und September den rumänischen Meister. Diese Endrunde fand im K.-o.-System statt, wobei im Falle eines Unentschiedens ein Wiederholungsspiel auf dem Platz des Gegners ausgetragen wurde.
Nachdem bei der ersten Auflage die Teilnehmer an der Endrunde in sieben Regionen ermittelt worden waren, kamen Jahr für Jahr immer mehr Mannschaften hinzu, so dass immer mehr Qualifikationsturniere eingerichtet wurden, um die zurückzulegenden Strecken in Grenzen zu halten. Ab 1926 wurde zwischen den regionalen Turnieren und der nationalen Endrunde eine weitere Ebene eingezogen, indem in einigen Regionen die Sieger zunächst gegen die Sieger von Nachbarregionen antreten mussten, um an der Endrunde teilnehmen zu dürfen. Auf diese Weise wurden die Aufwände für Fahrten reduziert. Ab 1930 wurden die regionalen Turnieren zu fünf geografischen Gruppen zusammengefasst, die ihre Meister zur Endrunde um die rumänische Meisterschaft entsenden konnten:
- Der Bereich Nord umfasste den Nordwesten des Landes mit den Zentren Cluj und Oradea.
- Der Bereich West umfasste den Südwesten Rumäniens mit den Zentren Craiova, Arad und Timișoara.
- Zum Bereich Mitte gehörte das Zentrum des Landes mit den Städten Brașov, Sibiu und Târgu Mureș.
- Der Bereich Ost umfasste den Nordosten mit den Regionen Bukowina, Moldau und Bessarabien.
- Der Bereich Süd umfasste die Große Walachei und die Dobrudscha.

Die 1920er-Jahre standen im Zeichen von Chinezul Timișoara, das sechs Mal in Folge die Meisterschaft gewann – ein Rekord, der erst in der Saison 1997/98 von Steaua Bukarest eingestellt wurde und bis heute unübertroffen ist. Nachdem Chinezul aufgrund von finanziellen Problemen seine besten Spieler verloren hatte und sein Niveau dadurch nicht mehr halten konnte, wurden die Jahre von 1927 bis 1932 von ständigen Wechseln an der Spitze bestimmt. Bedingt durch den Modus (regionale Ausscheidungen, keine Rückspiele) scheiterten viele Meister frühzeitig. Erst 1932 gelang es mit UDR Reșița einem amtierenden Meister, erneut das Finale zu erreichen.

### Profiliga (1932–1945)
| Saison    | Meister                               | Teams                                 |
| --------- | ------------------------------------- | ------------------------------------- |
| 1932/33   | Ripensia Timișoara                    | 14                                    |
| 1933/34   | Venus Bukarest                        | 16                                    |
| 1934/35   | Ripensia Timișoara                    | 12                                    |
| 1935/36   | Ripensia Timișoara                    | 12                                    |
| 1936/37   | Venus Bukarest                        | 12                                    |
| 1937/38   | Ripensia Timișoara                    | 20                                    |
| 1938/39   | Venus Bukarest                        | 12                                    |
| 1939/40   | Venus Bukarest                        | 12                                    |
| 1940/41   | Unirea Tricolor Bukarest              | 13                                    |
| 1941–1946 | Unterbrechung durch Zweiten Weltkrieg | Unterbrechung durch Zweiten Weltkrieg |

An der rumänischen Fußballmeisterschaft durften nur Amateure teilnehmen. Dadurch wanderten die besten Spieler ins Ausland ab oder konnten mit ihren professionellen Vereinen wie Ripensia Timișoara nicht am Spielbetrieb teilnehmen. Dies und die Tatsache, dass immer mehr Vereine gegründet wurden und am Spielbetrieb teilnahmen, führten dazu, dass das System bereits 1932 wieder aufgegeben wurde und ein Ligasystem eingeführt wurde. Hieran durften alle Mannschaften teilnehmen – unabhängig davon, ob sie aus Amateuren oder Profis bestanden.
Die Profiliga startete im Jahr 1932 zunächst mit der Divizia A, die in zwei Gruppen von zunächst sieben, im Jahr darauf acht Mannschaften ausgetragen wurde. Im Jahr 1934 wurde als zweithöchste nationale Spielklasse die Divizia B eingeführt, so dass es am Ende der Saison 1933/34 erstmals Absteiger gab. Nach Gründung der Divizia C im Jahr 1936 bestand erstmals das noch heute vorhandene System von drei nationalen Ligen, wobei die Divizia C bis 1963 nur unregelmäßig durchgeführt wurde.
Ab 1934 wurde die Divizia A in einer Gruppe ausgetragen, wodurch das zuvor durchgeführte Entscheidungsspiel um die Meisterschaft entfiel. Direkte Absteiger gab es keine, der Letztplatzierte trug Relegationsspiele gegen den Erstplatzierten der Divizia B aus. Mit Ausnahme der Saison 1937/38 wurde die Anzahl der Mannschaften auf zwölf belassen, lediglich die Abstiegsregelung wurde zugunsten der Divizia B verändert, indem ab der Saison 1938/39 mehrere Mannschaften direkt abstiegen.
Durch den Ausbruch des Zweiten Weltkrieges wurde der Spielbetrieb ab 1940 zunehmend eingeschränkt. Nachdem die Vereine aus dem Nordwesten durch den Zweiten Wiener Schiedsspruch von 1940 die Liga verlassen mussten, wurde der Spielbetrieb 1941 aufgrund der Kampfhandlungen zunächst unterbrochen und ab 1942 wieder mit regionalen Ausscheidungen und einer nationalen Endrunde durchgeführt. Diese Turniere, die als Bessarabien-Pokal bezeichnet werden, zählen aber nicht als offizielle Meisterschaften. Im Jahr 1944 wurde der Spielbetrieb schließlich ganz eingestellt.
Die 1930er-Jahre wurden von Ripensia Timișoara und Venus Bukarest dominiert, die von 1932 bis 1940 alle Meisterschaften gewannen. Von den wechselnden Konkurrenten sei hier nur Rapid Bukarest erwähnt, das in diesem Zeitraum sechs Mal in Folge den rumänischen Pokal gewinnen konnte.

### Kommunistische Ära (1946–1990)
Nach dem Zweiten Weltkrieg wurde der Spielbetrieb im Jahr 1946 in der gleichen Besetzung fortgeführt, wie sie sich aus den Entscheidungen der Saison 1940/41 ergeben hatte, wobei die Mannschaften aus den zuvor an Ungarn abgegebenen Gebieten (Kreischgebiet und Siebenbürgen) wieder in diejenigen Ligen eingegliedert wurden, in denen sie in der Saison 1939/40 gespielt hatten.
In der Nachkriegszeit geriet Rumänien in den Einfluss der Sowjetunion und erhielt damit eine kommunistische Regierung. Daraufhin wurden alle Unternehmen verstaatlicht – inklusive der professionell geführten Fußballvereine, die sich allesamt einem Ministerium, einer öffentlichen Einrichtung oder einer Gewerkschaft anschließen mussten. Vereine, die sich weigerten, wurden zwangsaufgelöst. Durch dieses Vorgehen änderte sich die Vereinslandschaft in Rumänien schlagartig und aus den ehemaligen Profis wurden Staatsamateure. Neue Vereine wurden gegründet, damit jede Einrichtung ihren eigenen Verein hatte.
Auf diese Weise entstanden in den 1940er- und 1950er-Jahren viele Vereine oder wurden von Einrichtung zu Einrichtung weitergegeben, was eine Vielzahl von Namensänderungen bedingte. Klubs der rumänischen Armee wie Steaua Bukarest oder AS Armata Târgu Mureș, Klubs des Innenministeriums wie Dinamo Bukarest oder Dinamo Pitești (heute FC Argeș Pitești), Klubs der staatlichen Eisenbahngesellschaft wie Locomotiva Bukarest (heute Rapid Bukarest) oder Locomotiva Timișoara, Klubs der wissenschaftlichen Einrichtungen wie Universitatea Craiova oder Politehnica Timișoara, Klubs der Leichtindustrie wie Progresul Bukarest (später zeitweise Național Bukarest) und Klubs der Erdölindustrie wie Petrolul Ploiești dominierten den rumänischen Fußball über Jahrzehnte.
Aufgrund der zentralen Steuerung mussten kleine Vereine immer wieder Spieler an die Spitzenklubs abgeben, damit diese Erfolge auch im Europapokal erringen konnten – ein Unternehmen, das erst 1986 mit dem Gewinn des Europapokals der Landesmeister durch Steaua Bukarest gelang. Bedingt durch dieses Prinzip war es nicht selten, dass kleinere Vereine sich zwar schnell in der Liga etablieren konnten, auf herausragende Ergebnisse aber ein schneller Absturz folgte.
In den ersten Jahren nach dem Krieg wurde die Anzahl der Mannschaften zunächst schrittweise auf zwölf reduziert. Von 1950 bis 1956 übernahm Rumänien wie viele Ostblock-Staaten von der Sowjetunion das Kalenderjahr als Spieljahr, kehrte aber schon zur Saison 1957/58 zum Saisonende im Sommer zurück. Beginnend mit der Saison 1959/60 wurde die Divizia A zunächst mit 14 Mannschaften gespielt, ab 1968 betrug die Ligagröße 16 Mannschaften und mit Beginn der Saison 1973/74 wurde schließlich mit 18 Mannschaften gespielt.
Die kommunistische Ära wurde von Dinamo Bukarest und Steaua Bukarest dominiert, die der Divizia A in dieser Zeit als einzige Vereine ununterbrochen angehörten. Dinamo konnte insgesamt 13 Mal die Meisterschaft und 16 Mal die Vizemeisterschaft erringen und ist damit ebenso erfolgreich wie Steaua, das 14 Mal Meister und 7 Mal Vizemeister wurde. Im Gegensatz zu Steaua, das in den 1960er- und 1970er-Jahren kaum Titel erringen konnte, zählte Dinamo als einziger rumänischer Verein stets zur nationalen Spitzengruppe. Zum Ende der 1980er-Jahre dominierten beide Mannschaften die Liga nach Belieben, so dass sie in den Jahren 1987/88 und 1988/89 so viele Punkte holten wie niemals eine Mannschaft zuvor.
Herausragende Erfolge im internationalen Fußball waren erst in den 1980er-Jahren zu verzeichnen. Den Anfang machte Universitatea Craiova mit dem Erreichen des Halbfinales im UEFA-Pokal 1982/83, ehe Dinamo Bukarest ein Jahr später das Halbfinale im Europapokal der Landesmeister erreichte. In der zweiten Hälfte der 1980er-Jahre zählte die Divizia A zu den besten in Europa. Steaua Bukarest gewann nicht nur 1986 den Europapokal der Landesmeister, sondern schaffte 1988/89 den Sprung ins Finale und erreichte 1987/88 das Halbfinale. Dies schaffte Dinamo im Jahr 1990 auch im Europapokal der Pokalsieger.
| Saison  | Meister               | Teams |
| ------- | --------------------- | ----- |
| 1946/47 | ITA Arad              | 14    |
| 1947/48 | ITA Arad              | 16    |
| 1948/49 | ICO Oradea            | 14    |
| 1950    | Flamura Roșie UT Arad | 12    |
| 1951    | CCA Bukarest          | 12    |
| 1952    | CCA Bukarest          | 12    |
| 1953    | CCA Bukarest          | 12    |
| 1954    | Flamura Roșie UT Arad | 14    |
| 1955    | Dinamo Bukarest       | 13    |
| 1956    | CCA Bukarest          | 13    |
| 1957/58 | FC Petrolul Ploiești  | 12    |
| 1958/59 | FC Petrolul Ploiești  | 12    |
| 1959/60 | CCA Bukarest          | 12    |
| 1960/61 | CCA Bukarest          | 14    |

| Saison  | Meister                  | Teams |
| ------- | ------------------------ | ----- |
| 1961/62 | Dinamo Bukarest          | 14    |
| 1962/63 | Dinamo Bukarest          | 15    |
| 1963/64 | Dinamo Bukarest          | 14    |
| 1964/65 | Dinamo Bukarest          | 14    |
| 1965/66 | FC Petrolul Ploiești     | 14    |
| 1966/67 | Rapid Bukarest           | 14    |
| 1967/68 | Steaua Bukarest          | 14    |
| 1968/69 | UTA Arad                 | 16    |
| 1969/70 | UTA Arad                 | 16    |
| 1970/71 | Dinamo Bukarest          | 16    |
| 1971/72 | FC Argeș Pitești         | 16    |
| 1972/73 | Dinamo Bukarest          | 16    |
| 1973/74 | FC Universitatea Craiova | 18    |
| 1974/75 | Dinamo Bukarest          | 18    |

| Saison  | Meister                  | Teams |
| ------- | ------------------------ | ----- |
| 1975/76 | Steaua Bukarest          | 18    |
| 1976/77 | Dinamo Bukarest          | 18    |
| 1977/78 | Steaua Bukarest          | 18    |
| 1978/79 | FC Argeș Pitești         | 18    |
| 1979/80 | FC Universitatea Craiova | 18    |
| 1980/81 | FC Universitatea Craiova | 18    |
| 1981/82 | Dinamo Bukarest          | 18    |
| 1982/83 | Dinamo Bukarest          | 18    |
| 1983/84 | Dinamo Bukarest          | 18    |
| 1984/85 | Steaua Bukarest          | 18    |
| 1985/86 | Steaua Bukarest          | 18    |
| 1986/87 | Steaua Bukarest          | 18    |
| 1987/88 | Steaua Bukarest          | 18    |
| 1988/89 | Steaua Bukarest          | 18    |
| 1989/90 | Dinamo Bukarest          | 18    |

### Gegenwart (seit 1990)
| Saison  | Meister                  | Teams |
| ------- | ------------------------ | ----- |
| 1990/91 | FC Universitatea Craiova | 18    |
| 1991/92 | Dinamo Bukarest          | 18    |
| 1992/93 | Steaua Bukarest          | 18    |
| 1993/94 | Steaua Bukarest          | 18    |
| 1994/95 | Steaua Bukarest          | 18    |
| 1995/96 | Steaua Bukarest          | 18    |
| 1996/97 | Steaua Bukarest          | 18    |
| 1997/98 | Steaua Bukarest          | 18    |
| 1998/99 | Rapid Bukarest           | 18    |
| 1999/00 | Dinamo Bukarest          | 18    |
| 2000/01 | Steaua Bukarest          | 16    |
| 2001/02 | Dinamo Bukarest          | 16    |
| 2002/03 | Rapid Bukarest           | 16    |
| 2003/04 | Dinamo Bukarest          | 16    |
| 2004/05 | Steaua Bukarest          | 16    |
| 2005/06 | Steaua Bukarest          | 16    |
| 2006/07 | Dinamo Bukarest          | 18    |
| 2007/08 | CFR Cluj                 | 18    |
| 2008/09 | Unirea Urziceni          | 18    |
| 2009/10 | CFR Cluj                 | 18    |
| 2010/11 | Oțelul Galați            | 18    |
| 2011/12 | CFR Cluj                 | 18    |
| 2012/13 | Steaua Bukarest          | 18    |
| 2013/14 | Steaua Bukarest          | 18    |
| 2014/15 | Steaua Bukarest          | 18    |
| 2015/16 | Astra Giurgiu            | 14    |
| 2016/17 | FC Viitorul Constanța    | 14    |
| 2017/18 | CFR Cluj                 | 14    |
| 2018/19 | CFR Cluj                 | 14    |
| 2019/20 | CFR Cluj                 | 14    |
| 2020/21 | CFR Cluj                 | 16    |
| 2021/22 | CFR Cluj                 | 16    |
| 2022/23 | Farul Constanța          | 16    |
| 2023/24 | Steaua Bukarest          | 16    |

Nach dem Ende der kommunistischen Herrschaft im Winter 1989/90 wurde Rumänien zu einer demokratischen Marktwirtschaft. Von dieser Entwicklung blieb auch die Divizia A nicht verschont. Im Jahr 1990 wechselten zahlreiche Nationalspieler und weitere Spitzenspieler ins Ausland und schlossen sich nicht nur den führenden europäischen Vereinen, sondern Zweitligisten im Ausland an, da es dort deutlich mehr zu verdienen gab als in Rumänien. Dies führte zu einem großen Verlust an Stärke der rumänischen Liga, die ihren Wert im europäischen Vergleich nicht halten konnte. Erst Mitte der 2000er-Jahre gelang die Trendwende und die Liga 1 gehört mittlerweile wieder zu den zehn besten Ligen Europas.
In den 1990er-Jahren wurde ein Großteil der ehemals staatlichen Vereine von in- und ausländischen Investoren übernommen. Viele blieben auf der Strecke oder wurden aufgrund ihrer engen Verstrickung mit dem kommunistischen System aufgelöst. Die Vereine konnten zunächst die Erwartungen der Investoren nicht erfüllen und bewegten sich am Rande des finanziellen Kollaps' oder konnten diesen auf Kosten von einigen Jahren in unteren Ligen nicht mehr verhindern. Dadurch gelangten in den 2000er-Jahren Vereine in die Liga 1, die zehn Jahre zuvor noch weit davon entfernt waren.
Den Wechsel von der Plan- zur Marktwirtschaft schafften die führenden Klubs aus Bukarest wie Dinamo, Steaua und Rapid am schnellsten. Aufgrund ihrer Verbindungen zu den starken Männern Rumäniens gelangten sie schnell an die finanziellen Mittel, um ein langfristiges Überleben zu sichern. Abgesehen von der Saison 1990/91 dominierten sie seither den rumänischen Fußball und machten bis 2007 alle Meistertitel untereinander aus. Es waren auch zwei dieser drei Vereine (Rapid und Steaua), die im UEFA-Pokal 2005/06 das Viertel- bzw. Halbfinale erreichten und damit den rumänischen Fußball international wieder in Erinnerung riefen.
Die 1990er-Jahre wurden von Steaua Bukarest dominiert, das sechs Meistertitel in Folge gewann und den Rekord von Chinezul Timișoara aus den Jahren 1922 bis 1927 damit einstellte. In den 2000er-Jahren wechseln sich die führenden Vereine als Meister ab, was auch darin seine Ursache hat, dass immer wieder die besten Spieler ins Ausland wechseln. Erst in den letzten Jahren ist es aufgrund einheimischer Investoren und Mäzene gelungen, Spitzenspieler zu halten oder auch welche nach Rumänien zu locken, so dass die Qualität der führenden Klubs weiter ansteigt.
Im Jahr 1992 wurde der Name der Divizia A in Divizia Națională geändert, während die Divizia B ab sofort Divizia A hieß. Im Jahr 1997 wurden die Namensänderungen wieder rückgängig gemacht.
Im Jahr 2006 musste die Divizia A ihren Namen nach 74 Jahren ablegen, da er anderweitig als Marke geschützt worden war und deshalb nicht weiter verwendet werden konnte. Die höchste rumänische Spielklasse trägt seitdem den Namen Liga 1. Sie spielte bis zur Saison 2015/2016 wieder mit 18 Mannschaften, nachdem sie im Jahr 2000 auf 16 reduziert worden war.
Nachdem in den 1990er- und 2000er-Jahren 16 Mal in Folge der Meister aus Bukarest gekommen war, konnte sich im Jahr 2008 mit CFR Cluj erstmals wieder ein Team durchsetzen, das nicht in der Hauptstadt beheimatet ist. Seitdem versuchten Rekordmeister Steaua und seine Lokalrivalen Dinamo und Rapid trotz hoher finanzieller Investitionen vergeblich, die Meisterschaft zu erringen. Wurden CFR Cluj und sein Nachfolger Unirea Urziceni noch von potenten Geldgebern unterstützt, gewann im Jahr 2011 mit Oțelul Galați ein Außenseiter den Titel. Ab 2013 ging der Meistertitel wieder nach Bukarest und Steaua wurde dreimal in Folge Meister. Seit der Saison 2015/16 besteht die Liga nur noch aus 14 und seit 2021/22 aus 16 Teams.

## Vereine 2024/25
- UTA Arad
- FC Botoșani
- FCSB Bukarest (Meister)
- CFR Cluj
- Dinamo Bukarest
- Farul Constanța
- Gloria Buzău (Aufsteiger)
- FC Hermannstadt
- Oțelul Galați
- Petrolul Ploiești
- FC Politehnica Iași
- Rapid Bukarest
- Sepsi OSK Sfântu Gheorghe
- CS Universitatea Craiova
- Unirea Slobozia (Aufsteiger)
- Universitatea Cluj

## Erfolgreichste Vereine
Die erfolgreichsten Mannschaften in der Liga 1 sind FCSB Bukarest (26 Titel) und Dinamo Bukarest (18 Titel). 62 von bisher 103 Titeln wurden von Mannschaften aus Bukarest gewonnen.
| Verein                      | Meister | Vize- meister | Pokal- sieger | frühere Namen                                                       |
| --------------------------- | ------- | ------------- | ------------- | ------------------------------------------------------------------- |
| FCSB Bukarest               | 27      | 20            | 25            | AS Armata Bukarest, CSCA Bukarest, CCA Bukarest, Steaua Bukarest    |
| Dinamo Bukarest             | 18      | 20            | 13            |                                                                     |
| Venus Bukarest              | 8       | 0             | 0             |                                                                     |
| CFR Cluj                    | 8       | 0             | 4             |                                                                     |
| UTA Arad                    | 6       | 1             | 2             | ITA Arad, Flamura Roșie UT Arad, UTA Batrana Doamna                 |
| Chinezul Timișoara          | 6       | 0             | 0             |                                                                     |
| CS Universitatea Craiova    | 4       | 6             | 8             | Știința Craiova, FC Universitatea Craiova                           |
| Ripensia Timișoara          | 4       | 2             | 2             |                                                                     |
| Rapid Bukarest              | 3       | 14            | 14            | CFR Bukarest, Locomotiva Bukarest                                   |
| Petrolul Ploiești           | 3       | 2             | 3             | Flacăra Ploiești, Energia Ploiești, FC Ploiești                     |
| Colentina Bukarest          | 2       | 2             | 0             |                                                                     |
| Prahova Ploiești            | 2       | 2             | 0             | United Ploiești                                                     |
| FC Argeș Pitești            | 2       | 2             | 0             | Dinamo Pitești                                                      |
| FC Farul Constanța          | 2       | 0             | 1             | FC Viitorul Constanța                                               |
| Olympia Bukarest            | 2       | 0             | 0             |                                                                     |
| Clubul Atletic Oradea       | 1       | 2             | 1             | Libertatea Oradea, ICO Oradea, Progresul Oradea                     |
| CSM Școlar Reșița           | 1       | 1             | 1             | UDR Reșița, Metalul Reșița, Energia Reșița, FCM Reșița              |
| Astra Giurgiu               | 1       | 1             | 1             |                                                                     |
| Juventus Bukarest           | 1       | 1             | 0             |                                                                     |
| Colțea Brașov               | 1       | 1             | 0             |                                                                     |
| Unirea Urziceni             | 1       | 1             | 0             |                                                                     |
| Româno-Americană Bukarest   | 1       | 0             | 0             |                                                                     |
| Unirea Tricolor Bukarest    | 1       | 0             | 0             |                                                                     |
| Oțelul Galați               | 1       | 0             | 0             |                                                                     |
| Progresul Bukarest          | 0       | 3             | 1             | Progresul Vulcan Bukarest, Național Bukarest                        |
| Bukarester FC               | 0       | 3             | 0             |                                                                     |
| Victoria Cluj               | 0       | 3             | 0             | România Cluj                                                        |
| FC Timișoara                | 0       | 2             | 2             | Știința Timișoara, Politehnica AEK Timișoara, Politehnica Timișoara |
| Tricolor Bukarest           | 0       | 2             | 0             |                                                                     |
| Universitatea Cluj          | 0       | 1             | 1             | Știința Cluj                                                        |
| Jiul Petroșani              | 0       | 1             | 1             | UCAS Petroșani, Minerul Petroșani                                   |
| Jiul Lupeni                 | 0       | 1             | 0             |                                                                     |
| Gloria CFR Arad             | 0       | 1             | 0             |                                                                     |
| Hermannstädter Turnverein   | 0       | 1             | 0             |                                                                     |
| AMEF Arad                   | 0       | 1             | 0             |                                                                     |
| Carmen Bukarest             | 0       | 1             | 0             |                                                                     |
| CFR Timișoara               | 0       | 1             | 0             |                                                                     |
| FC Brașov                   | 0       | 1             | 0             | Steagul Roșu Brașov, FCM Brașov                                     |
| AS Armata Târgu Mureș       | 0       | 1             | 0             |                                                                     |
| ASA Târgu Mureș             | 0       | 1             | 0             |                                                                     |
| Sportul Studențesc Bukarest | 0       | 1             | 0             |                                                                     |
| FC Vaslui                   | 0       | 1             | 0             |                                                                     |
| CFR Turnu Severin           | 0       | 0             | 1             |                                                                     |
| Arieșul Turda               | 0       | 0             | 1             |                                                                     |
| Chimia Râmnicu Vâlcea       | 0       | 0             | 1             |                                                                     |
| Gloria Bistrița             | 0       | 0             | 1             |                                                                     |

## Zuschauerzahlen
In der regulären Saison 2018/19 betrug die durchschnittliche Zuschauerzahl 3.466 Personen pro Spiel.
| Saison                | Schnitt                                                         | Spiele                                                          | Gesamt                                                          |
| --------------------- | --------------------------------------------------------------- | --------------------------------------------------------------- | --------------------------------------------------------------- |
| 2009/10               | 4.822                                                           | 306                                                             | 1.475.481/0                                                     |
| 2010/11               | 5.034                                                           | 305                                                             | 1.535.393/0                                                     |
| 2011/12               | 4.962                                                           | 304                                                             | 1.508.388/0                                                     |
| 2012/13               | 4.977                                                           | 306                                                             | 1.522.864/0                                                     |
| 2013/14               | 3.682                                                           | 306                                                             | 1.126.626/0                                                     |
| 2014/15               | 3.465                                                           | 306                                                             | 1.060.209/0                                                     |
| 2015/16               | 3.273                                                           | 182                                                             | 595.654                                                         |
| 2015/16 Meisterschaft | 5.509                                                           | 029                                                             | 159.751                                                         |
| 2015/16 Abstieg       | 2.364                                                           | 056                                                             | 132.368                                                         |
| 2016/17               | 2.578                                                           | 180                                                             | 464.044                                                         |
| 2016/17 Meisterschaft | 8.806                                                           | 029                                                             | 255.373                                                         |
| 2016/17 Abstieg       | 1.141                                                           | 055                                                             | 062.762                                                         |
| 2017/18               | 3.313                                                           | 174                                                             | 576.412                                                         |
| 2017/18 Meisterschaft | 9.170                                                           | 030                                                             | 275.093                                                         |
| 2017/18 Abstieg       | 1.460                                                           | 056                                                             | 081.763                                                         |
| 2018/19               | 3.466                                                           | 181                                                             | 627.373                                                         |
| 2018/19 Meisterschaft | 6.645                                                           | 030                                                             | 199.346                                                         |
| 2018/19 Abstieg       | 1.460                                                           | 056                                                             | 081.776                                                         |
| 2019/20               | 3.613                                                           | 180                                                             | 650.426                                                         |
| 2019/20 Meisterschaft | /0899                                                           | 028                                                             | 025.173                                                         |
| 2019/20 Abstieg       | /0213                                                           | 051                                                             | 010.842                                                         |
| 2020/21               | Wegen COVID-19-Pandemie in Rumänien keine Zuschauer zugelassen. | Wegen COVID-19-Pandemie in Rumänien keine Zuschauer zugelassen. | Wegen COVID-19-Pandemie in Rumänien keine Zuschauer zugelassen. |
| 2021/22               | 3.741                                                           | 151                                                             | 564.966                                                         |
| 2021/22 Meisterschaft | 16.0000                                                         | 001                                                             | 016.000                                                         |
| 2021/22 Relegation    | 4.058                                                           | 012                                                             | 048.700                                                         |
| 2022/23               | 5.392                                                           | 240                                                             | 1.293.969/0                                                     |
| 2022/23 Meisterschaft | 12.0430                                                         | 030                                                             | 361.276                                                         |
| 2022/23 Play-off EC   | 5.572                                                           | 002                                                             | 011.143                                                         |
| 2022/23 Relegation    | 3.767                                                           | 043                                                             | 161.991                                                         |
| 2023/24               | 6.826                                                           | 240                                                             | 1.638.205/0                                                     |
| 2023/24 Meisterschaft | 13.6270                                                         | 027                                                             | 367.923                                                         |
| 2023/24 Play-off EC   | 12.7440                                                         | 002                                                             | 025.487                                                         |
| 2023/24 Relegation    | 4.668                                                           | 043                                                             | 200.741                                                         |

## UEFA-Fünfjahreswertung
Platzierung in der UEFA-Fünfjahreswertung:
(in Klammern die Vorjahresplatzierung). Die Kürzel CL, EL und CO hinter den Länderkoeffizienten geben die Anzahl der Vertreter in der Saison 2026/27 der Champions League, der Europa League sowie der Conference League an.
- 23.  (18)  Ukraine (Liga, Pokal) – Koeffizient: 24.400 – CL: 1, EL: 1, CO: 2
- 24.  (24)  Ungarn (Liga, Pokal) – Koeffizient: 24.000 – CL: 1, EL: 1, CO: 2
- 25.  (26)  Rumänien (Liga, Pokal) – Koeffizient: 23.250 – CL: 1, EL: 1, CO: 2
- 26.  (22)  Russland (Liga, Pokal) – Koeffizient: 22.632 – (CL: 1, EL: 1, CO: 2) – suspendiert
- 27.  (29)  Slowakei (Liga, Pokal) – Koeffizient: 21.250 – CL: 1, EL: 1, CO: 2

Stand: Ende der Europapokalsaison 2024/25